# 加雷思·马里奥特
加雷思·马里奥特（英語：Gareth Marriott，1970年7月14日—），英国男子皮划艇运动员。他曾代表英国参加1992年和1996年夏季奥林匹克运动会皮划艇比赛，其中1992年奥运会获得一枚银牌。